# Begonia brevicaulis
Espèce
Begonia brevicaulis est une espèce de plantes de la famille des Begoniaceae.
Elle a été décrite en 1859 par Alphonse Pyrame de Candolle (1806-1893).